# I Cornwall MRC Formula 1 Race 1954
I Cornwall MRC Formula 1 Race 1954 je bila trinajsta neprvenstvena dirka Formule 1 v sezoni 1954. Odvijala se je 7. junija 1954 na dirkališču Davidstow Circuit v Davidstowu, Cornwall.

## Rezultati

### Dirka
| Poz | Dirkač                | Moštvo              | Konstruktor           | Čas/Odstop | Št. m. |
| --- | --------------------- | ------------------- | --------------------- | ---------- | ------ |
| 1   | John Riseley-Prichard | J. Riseley-Prichard | Connaught-Lea Francis | 29:54.9    | 1      |
| 2   | Jack Walton           | J.H. Walton         | Cooper-Bristol        |            | 4      |
| 3   | Anthony Brooke        | A. Brooke           | HWM-Alta              |            | 7      |
| 4   | Tom Kyffin            | Equipe Devone       | Cooper-Bristol        |            | 6      |
| Ods | Charles Boulton       | C.D. Boulton        | Connaught-Lea Francis |            | 5      |
| Ods | Horace Gould          | H.H. Gould          | Kieft-Bristol         | Motor      | 3      |
| Ods | Leslie Marr           | L. Marr             | Connaught-Lea Francis | Trčenje    | 2      |
| DNA | R. E. Dixon           | J.H. Walton         | Frazer Nash-BMW       |            |        |
| DNA | Dick Gibson           | R. Gibson           | Cooper-Bristol        |            |        |
| DNA | David Watts           | Equipe Devone       | Cooper-Bristol        |            |        |

- Najboljši štartni položaj: John Riseley-Prichard
- Najhitrejši krog: John Riseley-Prichard - 1:27.7